# José Mota
José Albano Ferreira Mota, mais conhecido como José Mota (Paredes, 25 de Fevereiro de 1964), é um ex-futebolista e treinador de futebol.

## Carreira
Depois de um começo humilde no Aliados de Lordelo, Mota passou quase uma década no FC Paços de Ferreira, muitas vezes liderando o clube como seu capitão. Depois de se retirar como jogador, ele imediatamente integrou a equipa técnica como treinador adjunto até ser promovido a treinador principal em 1999; em 2004 ele treinou por curto período o CD Santa Clara dos Açores, regressando a Paços de Ferreira pouco depois. 
Na temporada 2006-07 Mota qualificou Paços de Ferreira para a Taça UEFA pela primeira vez, depois de um sexto lugar no campeonato. O clube perderia na primeira eliminatória contra os holandeses do AZ Alkmaar por 0-1 (agregado). 
Em Julho de 2008, Mota deixou Paços para treinar o Leixões SC, então na Primeira Liga. Na Primeira Liga de 2008–09 o clube de Matosinhos causou surpresa ao liderar a competição entre a 7ª e a 10ª jornada, vindo a terminar em 6º.
Em 9 de Fevereiro de 2010, foi demitido do cargo quando o clube de Matosinhos estava classificado em penúltimo.
Mota voltou ao ativo em Novembro de 2010, sendo nomeado pelo Belenenses que estava lutando na Segunda Liga, conseguindo a manutenção.
De seguida treinou o Vitória de Setúbal entre 2012 e 2014.
Em setembro de 2014, assumiu o comando do Gil Vicente Futebol Clube, à 4ª jornada da Primeira Liga de 2014–15.
Em maio de 2018, leva o Desportivo das Aves à vitória na final da taça de Portugal